# Erik Stridsberg
Erik Rudolf Stridsberg, född 17 juni 1884 i Karlskrona, död 5 oktober 1949 i Oscars församling, Stockholm, var en svensk jurist och ämbetsman.
Stridsberg studerade vid Lunds universitet, där han avlade filosofie kandidatexamen 1906 och juris kandidatexamen 1908. Året därpå (1909) antogs han som extra ordinarie tjänsteman i Statskontoret, 1912 i Finansdepartementet och var sekreterare hos revisionskommittén 1912–1914. Han arbetade därefter i riksdagens organ, som tjänsteman hos statsrevisorerna och statsutskottet 1913–1920 samt blev biträdande sekreterare hos kommittén för riksdagsarbetets omläggning 1916. Stridsberg var sekreterare hos Stockholms bangårdskommitté 1916–1918 och i Järnvägsstyrelsen 1917. Han blev statskommissarie och byråchef i Statskontoret 1919 samt var ledamot och sekreterare i budgetårskommittén 1919–1920.
Stridsberg blev expeditionschef i Jordbruksdepartementet 1920 och statssekreterare i Finansdepartementet 1921. Han var konsultativt statsråd (som partipolitiskt obunden ledamot i den borgerliga regeringen Trygger) mellan 19 april 1923 och 18 oktober 1924. Stridsberg var generaldirektör och chef för Riksräkenskapsverket 1926–1945. Han hade vid sidan av detta en rad uppdrag i statliga utredningar med mera. Stridsberg var ordförande i styrelsen för Jordbrukarbanken 1930–1935.
Stridsberg var svärfar till Åke Hasselrot. Han är begraven på Lidingö kyrkogård.